# Orthochordeumella pallida
Orthochordeumella pallida är en mångfotingart som först beskrevs av Rothenbühler 1899.  Orthochordeumella pallida ingår i släktet Orthochordeumella och familjen spinndubbelfotingar. Utöver nominatformen finns också underarten O. p. cebennica.